# La Vengeance de Licinius
Pour plus de détails, voir Fiche technique et Distribution.
La Vengeance de Licinius est un film muet français réalisé par Georges Denola, sorti en 1912.

## Fiche technique
- Titre : La Vengeance de Licinius
- Réalisation : Georges Denola
- Scénario : Madame Valdès
- Photographie : Pierre Trimbach
- Décors : Vallé
- Producteur :
- Société de production : Société cinématographique des auteurs et gens de lettres (S.C.A.G.L), Série d'Art Pathé frères (SAPF)
- Société de distribution :  Pathé Frères
- Pays de production :  France
- Langue : film muet avec les intertitres en français
- Métrage : 285 mètres, dont 251 en couleurs
- Format : Noir et blanc — 35 mm — 1,33:1 — Muet
- Genre : Film dramatique
- Durée : 9 minutes 30
- Dates de sortie :
  - France : 15 mars 1912

## Distribution
- Henri Étiévant : Licinius
- Blanchard : le gladiateur Tellendio
- Impéria : Mélissa, la femme de Licinius
- Georges Tréville
- Charles de Rochefort

## Production
Les extérieurs ont été tournés à Naples.	